# Henry Zapata
Henry Zapata (nacido como Henry José Zapata Fersaca, el 14 de marzo de 1983 en Ciudad Guayana, Estado Bolívar, Venezuela) es un dramaturgo y periodista venezolano.

## Reseña biográfica
Henry Zapata es hijo de Henry Jesús Zapata y Ana María Fersaca. Vivió su niñez, adolescencia y parte de su adultez en San Félix, para luego mudarse a Caracas.
Estudió en el liceo Santo Tomé de Guayana y en 2008 obtuvo el título de Licenciado en Comunicación Social de la Universidad Católica Andrés Bello.

## Obras
- Mustique (2021).
- El Misil (2019).
- Lautrec (2018).

## Distinciones
- XVI Concurso de Autores Inéditos "Las Formas del Fuego" - Categoría Dramaturgia - Mustique (ganador, 2021).[1]
- Obra destacada - El Misil - XXI edición de los Premios Microteatro Venezuela (ganador, 2019).[2]
- Segundo Concurso de Dramaturgia Trasnocho Cultural - Lautrec (mención especial, 2018).[3]